# Murten
Murten (französisch Morat; im schweizerdeutschen Ortsdialekt [mʊːrtə, moːrtə]; frankoprovenzalisch Moraⓘ) ist eine politische Gemeinde und Hauptort des Seebezirks (französisch District du Lac) im Schweizer Kanton Freiburg. Zu Murten gehören auch die früher selbständigen Gemeinden Altavilla (eingegliedert 1991), Burg (1975), Büchslen (2013), Courlevon, Jeuss, Lurtigen, Salvenach (alle 2016), Gempenach, Galmiz sowie das ehemals bernische Clavaleyres (alle 2022).
Murten bildet das regionale Kultur- und Wirtschaftszentrum des nördlichen Kantonsteils. Das mittelalterliche Zähringerstädtchen mit einer Ringmauer aus dem 13. bis 17. Jahrhundert und einer historischen Altstadt von nationaler Bedeutung liegt am nach ihm benannten Murtensee und war Schauplatz der Schlacht bei Murten.

## Geographie
Die Stadt Murten liegt auf 453 m ü. M., 14 km nördlich der Kantonshauptstadt Freiburg (Luftlinie), auf einer rund zwanzig Meter hohen Anhöhe am Südostufer des Murtensees. Die Ortschaft bildet das Zentrum des Murtenbiets und liegt im nördlichen Freiburger Mittelland. Unter der westlichen Stadtmauer mündet der von Münchenwiler kommende Bach in den Murtensee. Durch das Tal östlich der Stadt fliesst der von diesem abgeleitete Mühlebach nach Muntelier, nordöstlich der Stadt, wo er in den See mündet.
Bis 2012 betrug die Fläche des ursprünglichen Gemeindegebiets 12,0 km². Es umfasste einen Abschnitt am Südufer des Murtensees (rund 1,8 km Seeuferlänge) und der angrenzenden Molassehöhen. Der Gemeindeboden erstreckt sich vom Seeufer über einen flachen Uferrandstreifen und die Anhöhe von Murten in die südlich davon gelegene und vom Dorfbach von Münchenwiler durchflossene Geländemulde. Daran schliessen sich im Süden die vom eiszeitlichen Rhonegletscher überformten Molassehöhen mit verschiedenen Drumlins an, darunter die Höhen von Bois Domingue (526 m ü. M.) und Aderahubel (516 m ü. M.).
Seit 2022 umfasst das Gebiet nach mehreren Fusionen der Stadt mit Nachbargemeinden (in den Jahren 2013, 2016 und 2022) eine Fläche von 36,41 km². Früher besass Murten eine schmale, etwa rund 500 m breite, aber fast 4 km lange Exklave in der landwirtschaftlich intensiv genutzten Ebene des Grossen Mooses. Sie reichte von der Hahnematt bei Müntschemier südwärts über den Grossen Kanal und den Biberenkanal bis zum Erlenhof bei Galmiz. Dieses Areal ist seit 2022 mit dem grösseren Gemeindegebiet verbunden. Zu Murten gehört seither eine Fläche von etwa 7 km² im Grossen Moos und der Hauptteil des Naturschutzgebiets Chablais am nordöstlichen Ufer des Murtensees.
Im Südwesten reicht das Gemeindegebiet über die Flächen von Merlachfeld und Fin du  Mossard bis zum Wald La Bourille, wobei der Gemeindebann von Meyriez auf der Landseite vollständig umschlossen wird. Nach Osten erstreckt sich das Gebiet auf das Hochplateau von Burg, in das der Burggrabebach ein tiefes Erosionstal eingeschnitten hat, in den Birchewald (560 m ü. M.) und in die ausgedehnten Wälder östlich von Altavilla, nämlich Trimbley (bis 560 m ü. M.), Bloster (576 m ü. M.) und Murtenwald (mit 582 m ü. M. die höchste Erhebung von Murten).
Zur Gemeinde Murten gehören die Dörfer Burg (518 m ü. M.) und Altavilla (537 m ü. M.) auf dem Hochplateau, die Weiler Prehl (465 m ü. M.) südöstlich der Stadt, Löwenberg (451 m ü. M.) am Nordfuss des Aderahubels und Erligut (461 m ü. M.) leicht erhöht am Südrand des Grossen Mooses, einige von der Stadt abgesonderte neue Wohnquartiere sowie zahlreiche Einzelhöfe. Nachbargemeinden von Murten sind Greng, Meyriez, Courgevaux, Muntelier, Ried bei Kerzers, Ulmiz, Gurmels, Cressier, Courtepin und Mont-Vully, das keiner Gemeinde zugehörige Gebiet Staatswald Galm im Kanton Freiburg sowie Münchenwiler, Ferenbalm und Müntschemier im Kanton Bern sowie Faoug im Kanton Waadt.

## Bevölkerung

### Einwohner
Mit 9531 Einwohnern (Stand 31. Dezember 2023) gehört Murten zu den grösseren Gemeinden des Kantons Freiburg. Seine Bevölkerungszahl belief sich 1900 auf 2645 Einwohner. Danach nahm sie vorübergehend ab, um seither kontinuierlich anzusteigen. Die grössten Zuwachsraten wurden von 1950 bis 1970 sowie nach der Erschliessung neuer Wohnzonen in den 1990er-Jahren verzeichnet. Das Siedlungsgebiet von Murten ist heute lückenlos mit dem seiner Nachbargemeinden Meyriez und Muntelier zusammengewachsen. Ein kleiner Teil des Murtner Gewerbegebiets gehört zur Gemeinde Courgevaux.
| Jahr      | 1900 | 1910 | 1930 | 1950 | 1960 | 1970 | 1980 | 1990 | 2000 | 2016 | 2023 |
| Einwohner | 2645 | 2418 | 2570 | 3106 | 3610 | 4512 | 4657 | 4718 | 5578 | 8114 | 9531 |

### Sprachen
Von den Bewohnern sind 82 % deutschsprachig, 15 % französischsprachig und 0,5 % italienischsprachig (Stand 2023). Die Amtssprache in Murten ist Deutsch, und städtische Reglemente werden allein in dieser Sprache publiziert. Aufgrund der Lage an der Sprachgrenze wird jedoch eine gewisse Zweisprachigkeit gepflegt, so führt die Gemeinde neben der deutschsprachigen Schule auch eine französischsprachige. Seit 2013, als die SBB den Stationsnamen «Murten/Morat» einführten, wird die Zweisprachigkeit auch nach aussen kommuniziert.
Bis in das 15. Jahrhundert wurde in der Stadt hauptsächlich Französisch gesprochen. Nicht zuletzt im Zusammenhang mit der Reformation setzte sich jedoch immer mehr das Deutsche durch und gewann spätestens Ende des 17. Jahrhunderts die Oberhand. Im reformierten Murten wird, anders als im katholischen Sensebezirk, Berndeutsch und nicht freiburgisches Senslerdeutsch gesprochen.

### Konfessionen
Murten ist traditionell eine reformierte Stadt. Derzeit sind 40 Prozent reformiert, 22 Prozent katholisch, und 28 Prozent erklären sich keiner Konfession oder Religion zugehörig oder aber ihre Zugehörigkeit ist unbekannt (Stand 2023). Die reformierten Kirchgemeinden gehören der Evangelisch-reformierten Kirche des Kantons Freiburg an, die Katholiken kirchenrechtlich dem Bistum Lausanne, Genf und Freiburg und staatsrechtlich der Kirchlichen Körperschaft des Kantons Freiburg.

## Wirtschaft

### Landwirtschaft, industrieller Sektor und Dienstleistungssektor

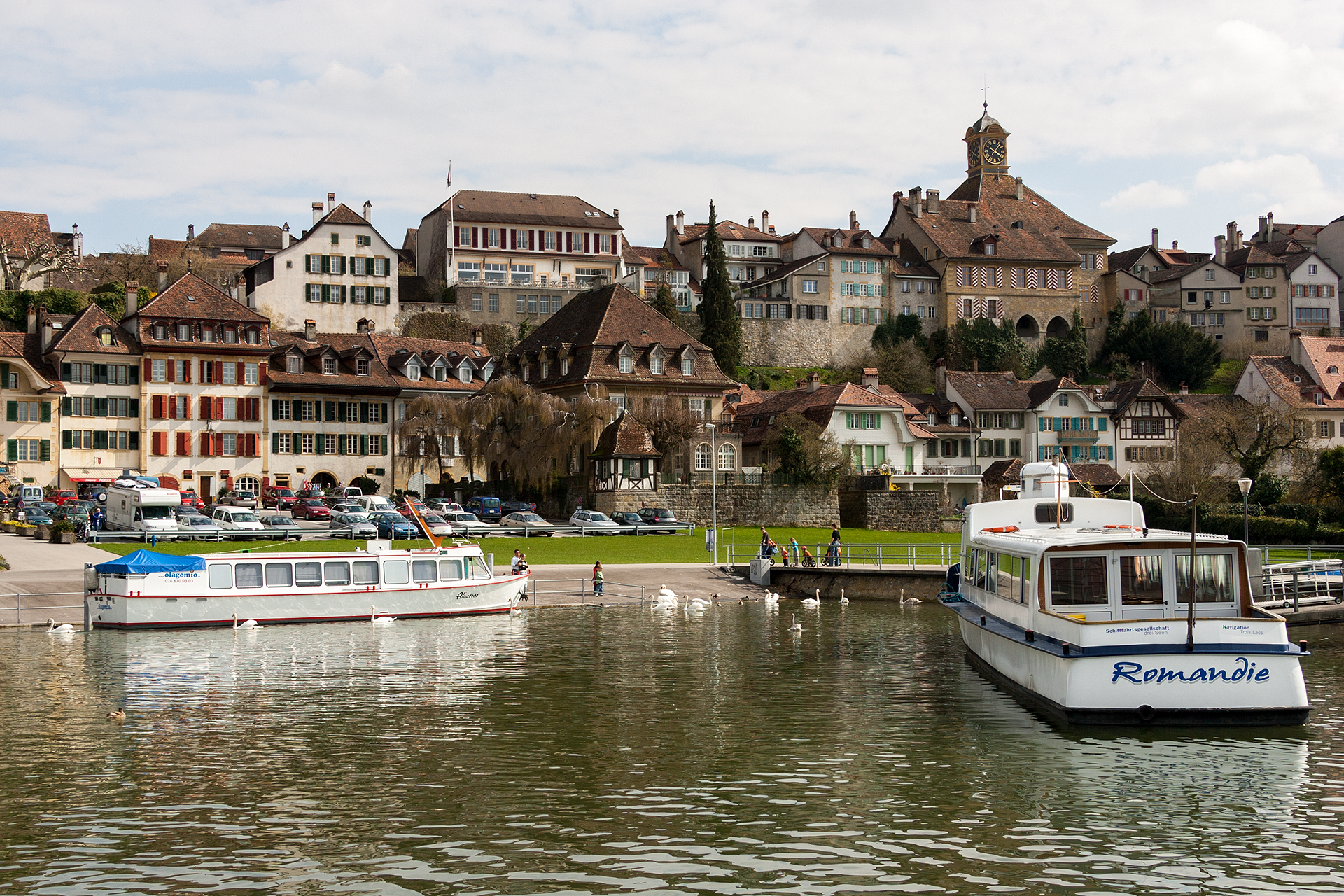
Hafen und Altstadt von Murten

Murten war stets ein agrarisch geprägtes Städtchen. Die landwirtschaftlichen Erzeugnisse des fruchtbaren Umlandes wurden hier verarbeitet und in den Handel gebracht. Auch die Fischerei im Murtensee spielte eine wichtige Rolle. Da die Stadt in der zweiten Hälfte des 19. Jahrhunderts abseits der Hauptverkehrsachsen zu liegen kam, hielt die Industrialisierung nur langsam Einzug. Ein wichtiger Arbeitgeber war zu dieser Zeit eine Uhrenfabrik. Der eigentliche wirtschaftliche Aufschwung setzte erst nach dem Zweiten Weltkrieg ein.
Heute bietet Murten rund 3400 Arbeitsplätze an. Mit 3 % der Erwerbstätigen, die noch im primären Sektor beschäftigt sind, hat die Landwirtschaft nur noch einen marginalen Stellenwert in der Erwerbsstruktur der Bevölkerung. Etwa 36 % der Erwerbstätigen sind im industriellen Sektor tätig, während der Dienstleistungssektor 61 % der Arbeitskräfte auf sich vereinigt (Stand 2001).
Auf den fruchtbaren Böden in der Umgebung von Murten und im Grossen Moos werden überwiegend Ackerbau und Gemüseanbau betrieben. Daneben sind auch die Milchwirtschaft und der Obstbau von Bedeutung.
Die Industrie- und Gewerbegebiete von Murten befinden sich in Bahnhofnähe und entlang der Ortsumfahrungsstrasse. Wichtige Unternehmen sind in den Bereichen Industrieelektronik (etwa Saia-Burgess), Produktion von Glaskeramik und Kochherden und in der Nahrungsmittelindustrie tätig. Daneben gibt es zahlreiche weitere kleinere und mittlere Betriebe des Bau- und Transportgewerbes, der Informationstechnologie, der Feinmechanik und der Textilindustrie.
Im tertiären Sektor vereinigen die Verwaltung, das Banken- und Versicherungswesen, das Bildungswesen und vor allem die Tourismus- und Gastronomiebranche zahlreiche Arbeitsplätze auf sich. Das Bezirksspital befindet sich jedoch in der Nachbargemeinde Meyriez.
Besonders seit dem Zweiten Weltkrieg haben sich südlich der Altstadt neue Wohnquartiere entwickelt. Heute findet man bevorzugte Wohnlagen in der Nähe des Seeufers sowie an aussichtsreicher Lage an den relativ sanft geneigten Hängen südlich und östlich der Stadt.

### Kultur und Sport
Sowohl für Kultur- als auch für Sportbegeisterte bietet Murten verschiedene Möglichkeiten. Erwähnenswert sind die Stadtbibliothek, die Ludothek, ein Freilichttheater und die Organisation von verschiedenen Konzerten, darunter das Murten Classics (Sommerfestspiele der Stadt Murten). Auch die jeweils Anfang März stattfindende Murtner Fastnacht ist von überregionaler Bedeutung. Ferner stehen Fussball- und Tennisplätze, eine Tennis- und Squashhalle und ein Hallenbad zur Verfügung. Alljährlich findet am 22. Juni die Solennität Murten statt, ein Umzug mit Musikformationen durch Murtens Altstadt. Das Jugendfest erinnert an die Schlacht bei Murten im Jahre 1476.

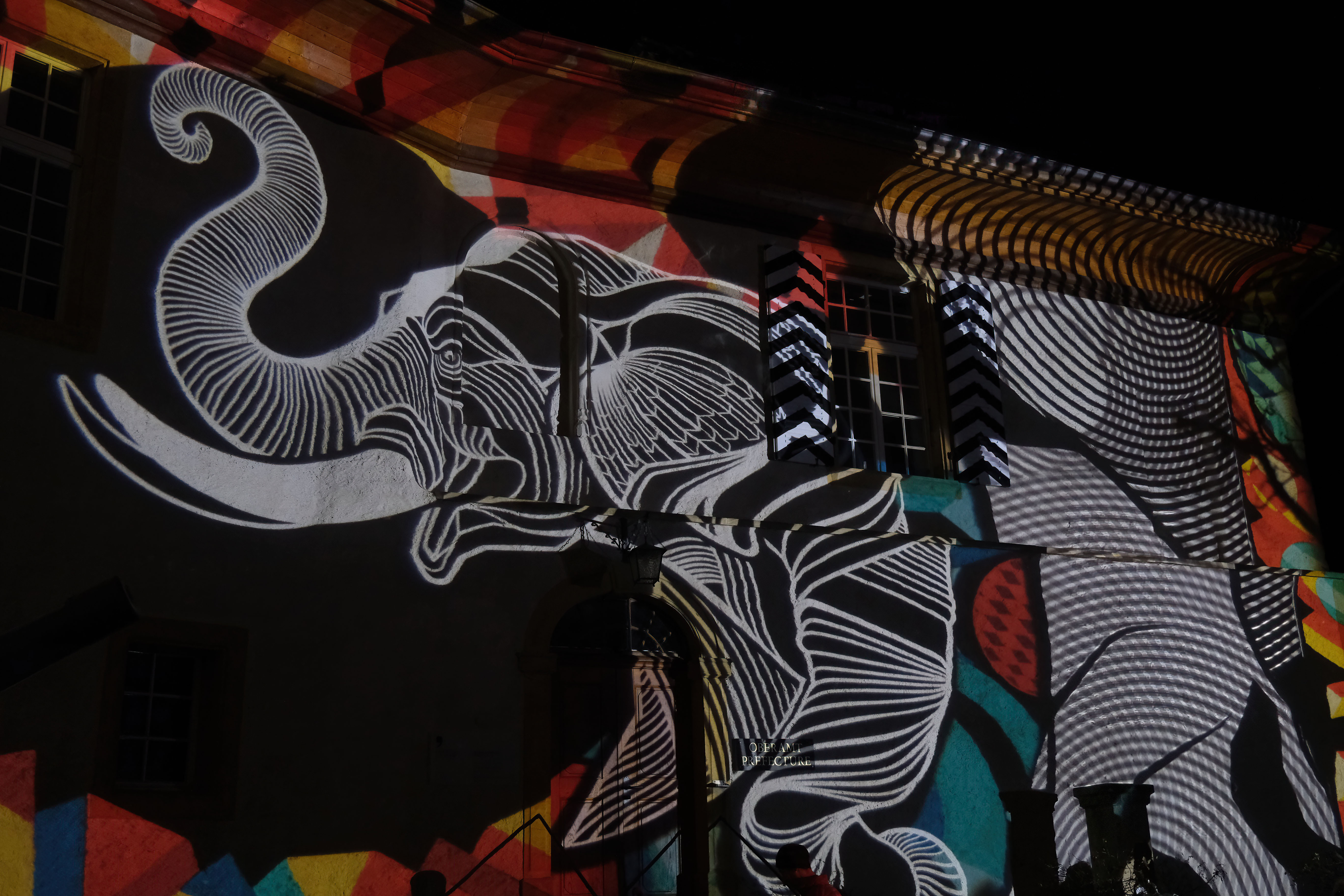
Das Lichtfestival in Murten

Seit 1933 findet am ersten Sonntag im Oktober der Murtenlauf statt. Dieser zählt zu den bekanntesten und traditionsreichsten Volksläufen der Schweiz, mit jeweils Tausenden von Teilnehmern. Die rund 17 Kilometer lange Strecke von Murten nach Freiburg wird ebenfalls zum Gedenken an die Schlacht bei Murten gelaufen.
Im Januar 2025 nahm die bereits 9. Ausgabe des Murten Licht Festivals mehr als 63000 Besucher mit auf eine Reise in die Welt der Mythen und Legenden.

### Tourismus

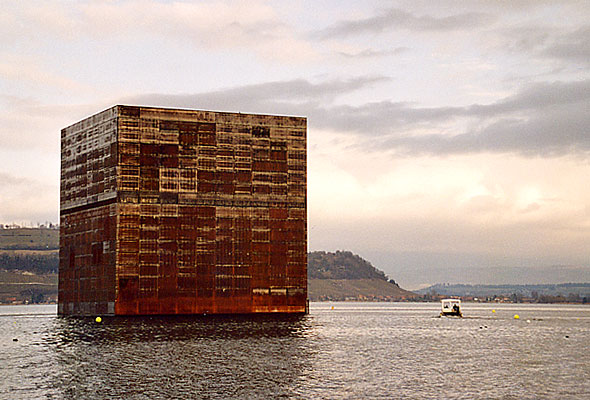
Monolith im Murtensee (Expo 02)

Murten bildet ein wichtiges touristisches Zentrum der Dreiseenregion. Touristenattraktionen sind die gut erhaltene Altstadt mit Ringmauern und Türmen, das Historische Museum der Stadt (ausserhalb der Stadt in einer alten Mühle untergebracht) und die Seeuferanlagen.
Einen wichtigen Aufschwung im Fremdenverkehr erlebte die Stadt im Jahr 2002 als Standort einer der fünf Arteplages der Schweizerischen Landesausstellung Expo.02. Die Arteplage von Murten stand unter dem Titel Augenblick und Ewigkeit. Die Ausstellungen waren über einen Grossteil der historischen Altstadt verteilt. Wahrzeichen von Murten war der begehbare Monolith, ein nach Plänen von Architekt Jean Nouvel im Murtensee rund 200 m vor dem Hafen errichteter rostiger Stahlwürfel von 34 m Kantenlänge, in dem unter anderem ein Panorama der Schlacht von Murten zu sehen war. Mittlerweile ist die Konstruktion wieder zurückgebaut worden. Jedoch musste die «Expo-Gesellschaft» der Stadt Murten eine Entschädigung leisten, da Fundamentstücke aus Beton nicht vollständig aus dem See entfernt werden konnten. Schon 1964 war Murten einmal ein Ausstellungsort der Expo.

### Verkehr

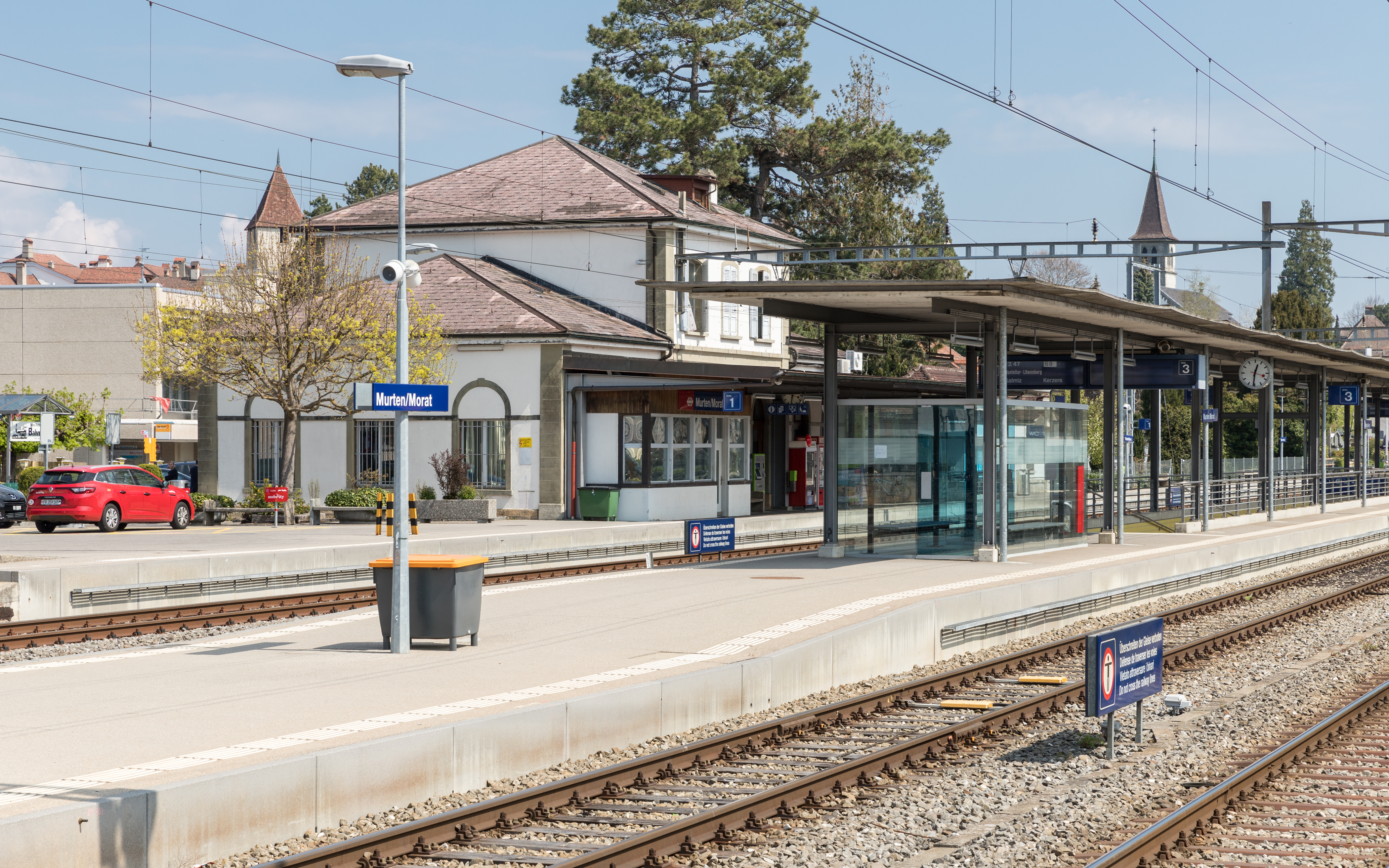
Bahnhof Murten/Morat

Die Gemeinde ist verkehrsmässig gut erschlossen. Sie liegt an der Hauptstrasse 1 von Bern via Payerne nach Lausanne. Die Altstadt und Meyriez werden durch eine lokale Ortsumfahrung vom Transitverkehr entlastet. Im Dezember 1997 wurde das Autobahnteilstück der A1 zwischen Löwenberg und Greng mit dem 2,2 km langen Tunnel Les Vignes und einem rund 1 km langen Tagbautunnel eröffnet. Vorher endete die A1 während rund 15 Jahren von Bern her kommend bei Löwenberg.
Die Hauptstrasse 182 führt von Murten aus in südlicher Richtung nach Freiburg und gegen Osten nach Ins im Kanton Bern. Die Hauptstrasse 177 verbindet Murten über den Schiffenen-Staudamm mit Düdingen und Schwarzsee.
Die Anbindung an das schweizerische Eisenbahnnetz erfolgte am 12. Juni 1876 mit der Inbetriebnahme der Strecke vom Bahnhof Murten/Morat nach Lyss. Nur wenig später, am 25. August 1876, wurde die Linie von Murten via Payerne nach Palézieux-Gare eingeweiht. Später kamen die Strecken von Murten nach Freiburg (am 23. August 1898 eröffnet) und von Murten nach Ins (am 1. Mai 1903 eröffnet) von Chemin de fer Fribourg–Morat–Anet hinzu; die Strecke wird heute von den Freiburgischen Verkehrsbetrieben geführt.
Für die Feinverteilung im öffentlichen Verkehr sorgt die von Postauto betriebene Linie von Murten nach Gurmels-Düdingen, ebenfalls existieren drei Buslinien der Transports publics fribourgeois nach Gümmenen, Courtepin und Gempenach.
Der Hafen von Murten ist durch die Schifffahrtsgesellschaft auf dem Neuenburger- und Murtensee (LNM) mit den anderen Anstössergemeinden des Murtensees sowie über den Broyekanal auch mit Neuenburg und Biel verbunden.

## Politik
- SP/Grüne: 11
- Mitte/glp/EVP: 9
- FDP: 17
- SVP: 15

### Legislative
Gesetzgebende Behörde ist der von den Stimmberechtigten der Gemeinde Murten alle fünf Jahre gewählte Generalrat (conseil général). Die normalerweise fünfzig Abgeordneten werden im Proporzwahlverfahren gewählt. Durch die speziellen Regelungen für die Fusion der ehemals bernischen Gemeinde Clavaleyres kommen für die Legislatur 2022–2026 zwei zusätzliche Sitze dazu. So stammen vierundvierzig Abgeordnete aus Murten, vier aus Galmiz und je zwei aus Gempenach und Clavaleyres. Die Aufgaben des Generalrates umfassen die Budget- und Rechnungsabnahme, die Festlegung der Gemeindereglemente und die Kontrolle der Exekutive. Die Grafik rechts zeigt die Zusammensetzung des Generalrats nach den Wahlen vom 26. September 2021 und 30. Januar 2022.

### Exekutive
Ausführende Behörde ist der Gemeinderat (conseil communal). Er besteht aus sieben Mitgliedern und wird vom Volk im Proporzwahlverfahren gewählt. Die Amtsdauer beträgt fünf Jahre. Der Gemeinderat ist für die Vollstreckung der Beschlüsse des Generalrates, für die Ausführung der Gesetzgebung von Bund und Kanton sowie für die Repräsentation und Führung der Gemeinde zuständig. Stadtpräsidentin ist Petra Schlüchter (FDP, Stand 2022).

## Geschichte

### Frühzeit, Ortsname
Nachgrabungen in einem Grabhügel aus der älteren Eisenzeit in der Nähe von Murten ergaben eine, möglicherweise auch weitere Nachbestattungen am Rande des Hügels. Gefunden wurden im Grab 2 an Grabbeigaben eine Eisen-Fibel vom Typ Marzabotto auf dem Oberkörper des Bestatteten, eine Bronze-Fibel auf der Schulter, ein Bronze-Hohlreif am Arm und ein daneben liegender Bronze-Torques mit Pufferenden. Diese Objekte sind typisch für die Frühlatènezeit. Im Grab 4 fand man einen Eisen-, einen Bronze- und einen Knöchelring, ebenfalls aus dieser Zeitepoche. Dies deutet auf latènezeitliche Nachbestattungen in einem Grabhügel aus der Hallstattzeit hin, wie es in dieser Übergangsperiode der älteren Eisenzeit häufig der Fall war.

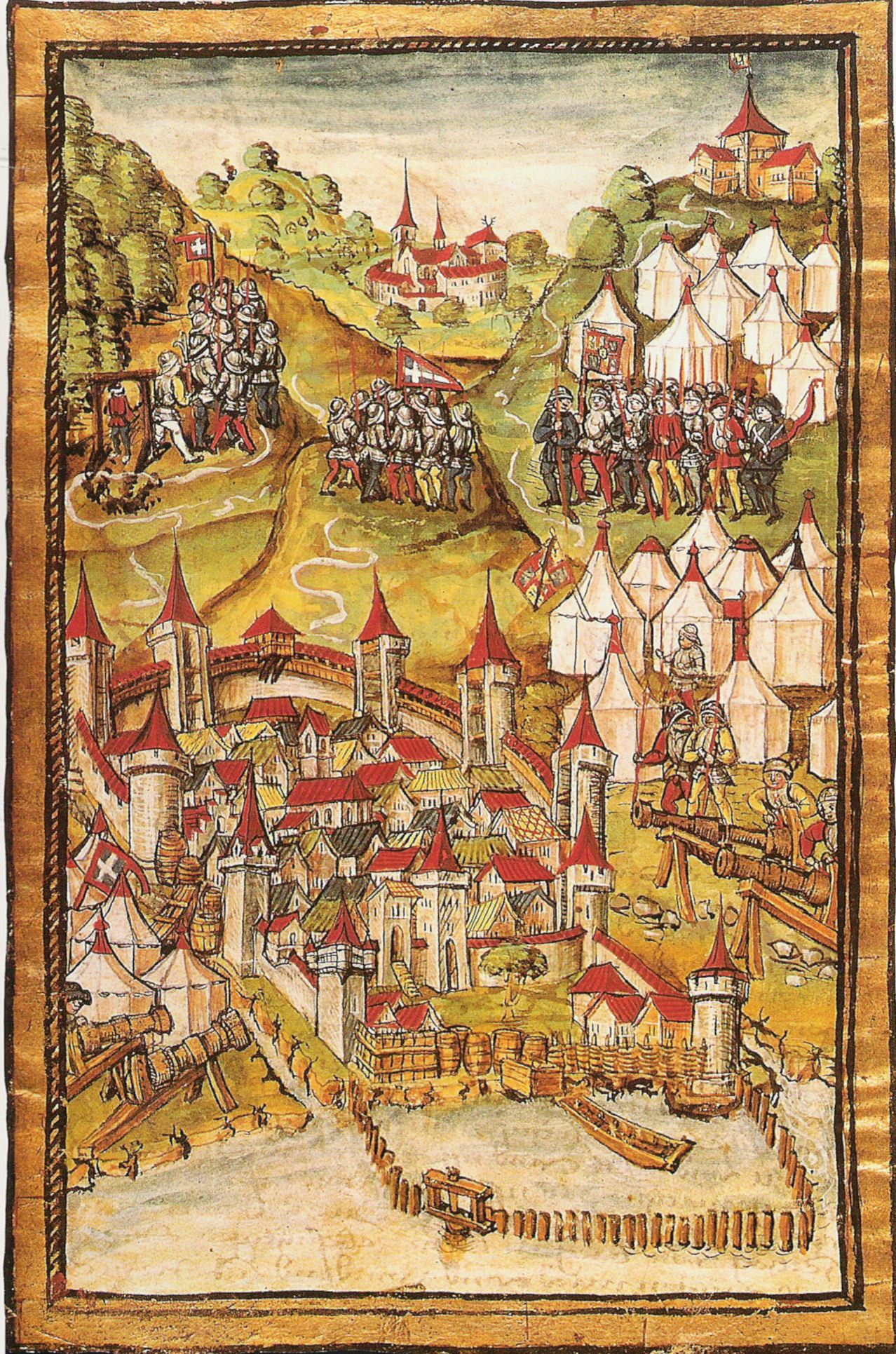
Die Belagerung von Murten während der Burgunderkriege, Luzerner Chronik des Diebold Schilling.

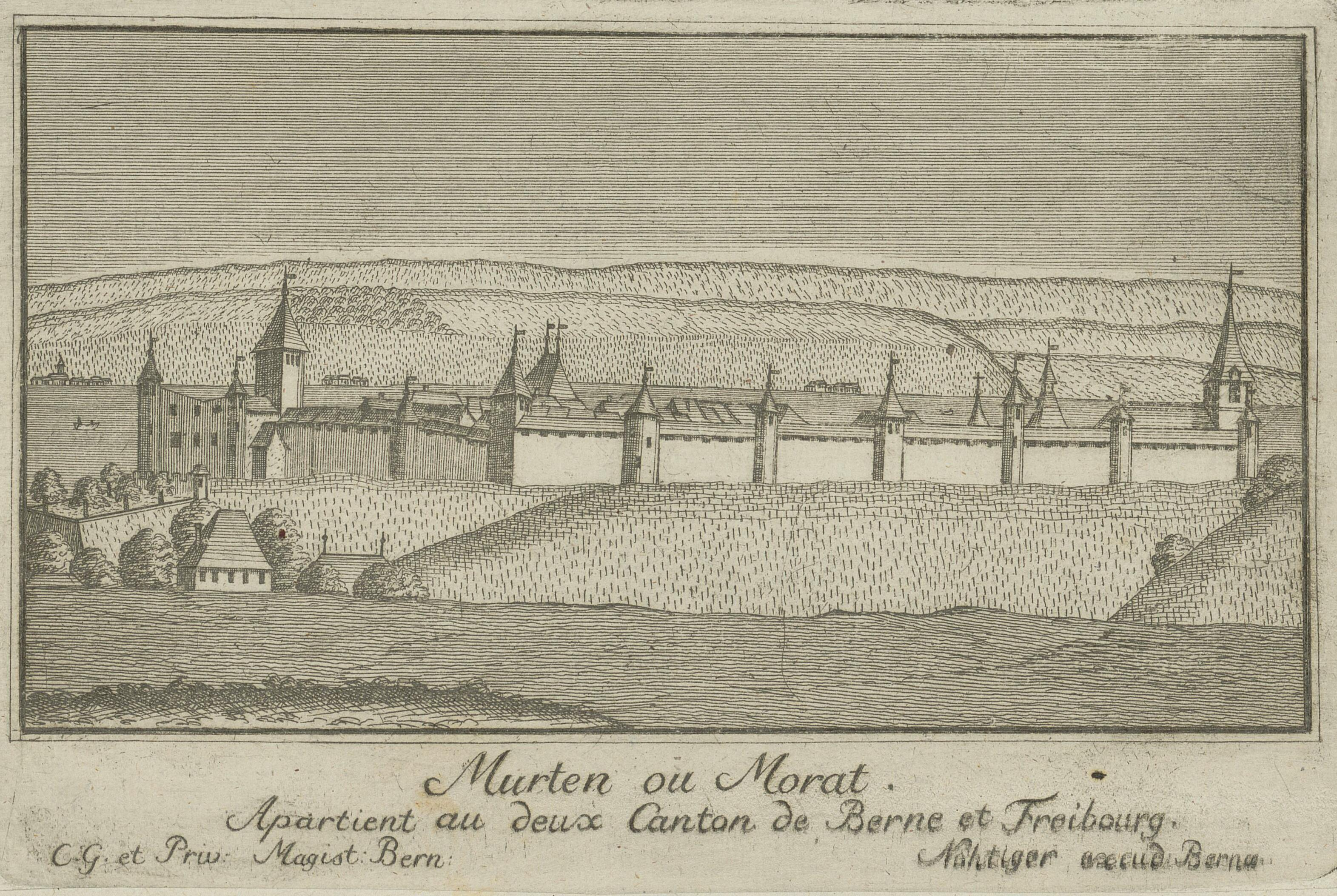
Murten auf einem Druck aus dem 18. Jahrhundert

Die erste urkundliche Erwähnung des Ortes erfolgte nach freilich umstrittener Datierung im Jahr 515 (oder 1017; Kopie Ende 12. Jahrhundert) als Hof Muratum, der in einer Schenkungsurkunde dem Kloster Saint-Maurice überlassen wird. Die Deutung des Ortsnamens ist unsicher. Eine Herleitung von keltisch mori(o)dūnum, das aus mori «See» und dūnum «Festung» zusammensetzt wäre, scheitert aus lautlichen Gründen. Nicht auszuschliessen ist hingegen eine Bildung zu lateinisch mūrum «Mauer» beziehungsweise suffixisch erweitertem *mūráttu «Mäuerchen, Gemäuer».

### Frühmittelalter
Murten gehörte bei seiner ersten Erwähnung zum (ersten) Königreich Burgund, das nach der Völkerwanderung auf den Trümmern des untergegangenen römischen Reiches entstand. Seit 534 stellten die fränkischen Merowinger die burgundischen Könige, seit 752 die Karolinger. Eine Überlieferung führt die Gründung des Schlosses auf das Jahr 814 und Ludwig den Frommen zurück.
888 entstand das zweite Königreich Burgund, dessen Zentrum wieder St. Maurice war. Murten war ein befestigter Ort dieses Königreichs, der um 1033 beziehungsweise 1034 von Kaiser Konrad II. erobert und praktisch dem Erdboden gleichgemacht wurde. In der Folgezeit versank Murten für mehr als 100 Jahre in der Bedeutungslosigkeit.

### Hoch- und Spätmittelalter
1127 hatten die Herzöge von Zähringen die Rechte im ehemaligen Königreich Burgund inne. Unter Berchtold IV. von Zähringen wurde die Stadt Murten mit dem typischen zähringischen Rechteck als Grundrissform in der Zeit zwischen 1157 und 1177 neu gegründet. Rasch erlebte die Stadt einen wirtschaftlichen Aufschwung und wurde 1218 nach dem Erlöschen des Geschlechts der Herzöge von Zähringen reichsfrei. Sie fristete aber ein unsicheres Dasein im Grenzgebiet zwischen den Besitztümern der Savoyer und der Kyburger resp. Habsburger. Ihre Ringmauer erhielt die Stadt ab 1238.
Nach den Wirren und Stürmen des 13. Jahrhunderts hatte Murten definitiv an Savoyen einen festen Halt gefunden. Trotzdem hatte es auch nach anderen Seiten Verbindungen angeknüpft. Den ersten Bund, den Murten mit einer befreundeten Stadt einging, datiert vom 24. Juni 1245 und wurde mit der Stadt Freiburg im Uechtland geschlossen. In diesem Bund steht wörtlich geschrieben, dass die Bürger von Freiburg und Murten sich gegenseitige Hilfe in allen Notlagen und die Förderung des Friedens in der gemeinsamen Gegend mit einem Eid zusichern. Wörtlich ist niedergeschrieben: Damit aber nicht Jemandem im Verlaufe der Zeit Zweifel darüber entstehe, haben wir gegenwärtiges Privilegium unserer gegenseitigen Freundschaft zwischen Freiburg und Murten, im gemeinsamen Bundesbrief mit dem Siegel der Stadt Freiburg versehen.
Im Jahr 1255 geriet Murten zur Zeit Peters II. von Savoyen unter die Schutzherrschaft von Savoyen, in der sie mit wenigen Ausnahmen bis 1475 verblieb. Murten selbst wurde in der Folgezeit zum Mittelpunkt einer Herrschaft, welche das Gebiet südlich und östlich des Murtensees umfasste.
1318 trat Murten einem Fünfstädtebund bei: Am 25. September 1318 versammelten sich die fünf Städte im damals freiburgischen Gümmenen und schlossen einen Bund: «Im Namen Gottes, Amen. Wir die Schultheisse, Räte und Bürger der Städte Freiburg, Bern, Solothurn, Murten und Biel tun jedermann jetzt und später kund […] dass wir einen neuen Bund (novam conspirationem) getroffen haben.»
Durch eine Feuersbrunst wurden die damals noch weitgehend aus Holz gebauten Häuser 1416 schwer in Mitleidenschaft gezogen, während die Befestigungsanlagen nahezu unversehrt blieben. Murten konnte trotz der savoyischen Oberherrschaft eine gewisse Autonomie behaupten, auch weil es seit 1351 mit der benachbarten Reichsstadt Bern in einem Bündnis stand. Seit 1353 galt Murten über seine Verbindung mit Bern auch als zugewandter Ort der Eidgenossenschaft.

### Burgunderkriege
Ein neuer Abschnitt in der Stadtgeschichte wurde durch die Burgunderkriege zwischen der Eidgenossenschaft und Herzog Karl dem Kühnen von Burgund eingeleitet. Murten stand zu diesem Zeitpunkt unter Jakob von Savoyen, Graf von Romont und Grossmarschall von Burgund. Bei der Eröffnung der Feindseligkeiten zwischen Freiburg, Bern und Burgund zogen die beiden Städte auch gegen das mit Burgund verbündete Savoyen. Graf Jakob von Savoyen und zugleich Graf von Romont in Romont (Remund) besuchte 1475 Murten und inspizierte Mauern, Türme und Festungswerk. Er ordnete an, dass alles auszubessern, teilweise zu erneuern und mit Geschütz zu versehen sei. Weil den Savoyern die Annäherung Freiburgs an die Eidgenossen Sorgen bereitete, wollten sie Murten umso mehr verstärken. So blieb Murten nichts anderes, als trotz den enormen Kosten die verlangten Verbesserungen vorzunehmen. Die Stadt Freiburg schickte ihre Maurer nach Murten und bezahlte diese selber, damit die Arbeit zügig voranging und die Kosten Murten nicht erdrückten.
Am 14. Oktober desselben Jahres willigte Freiburg auf das Drängen der Berner ein, zusammen mit ihnen nach Murten zu ziehen. Bereits am folgenden Tag standen die beiden vor Murten. Bern forderte von Murten, sich freiwillig zu ergeben und Berner zu werden, doch waren die Murtner ob dieser Forderung von einem Bündnispartner alles andere als angetan. Bern sagte ihnen zu, falls sie sich freiwillig ergäben, würde man sie nicht «schedigen»; andernfalls müssten «sy darumb liden dass inen an Lib und Gut übel keme». Auf das Versprechen der Freiburger, dass Murten selbständig bleiben dürfe, wenn es sich den beiden Städten Bern und Freiburg ergebe, ergab es sich freiwillig und schwur «zu beider Stetten Handen und thet man niemand, weder an Libe noch an Guot nüt». Bern und Freiburg einigten sich mit Zustimmung von Murten, dass eine Besatzung von Freiburgern unter dem Kommando von Wilhelm Perrotet stationiert wurde. Am Allerheiligentag 1475 erhielt Murten von beiden Städten den zugesicherten Freiheitsbrief.
Nachdem Karl der Kühne in der Schlacht bei Grandson eine Niederlage bezogen hatte, belagerte er am 9. Juni 1476 Murten, das von Adrian I. von Bubenberg und Wilhelm d’Affry verteidigt wurde. Am 22. Juni 1476 kam es zur Schlacht bei Murten, in der die Eidgenossen und ihre Verbündeten Karl dem Kühnen und seinen Truppen eine empfindliche Niederlage zufügten.

### Unter gemeiner Herrschaft Berns und Freiburgs
Im Frieden von Freiburg im Uechtland 1476 trat Savoyen unter anderem die Stadt und Herrschaft Murten an die Eidgenossenschaft ab. 1484 verzichteten die anderen eidgenössischen Orte gegen Geldentschädigung zulasten Berns und Freiburgs auf ihre Anteile an der Herrschaft über Murten, das diese von nun an bis zum Ende der Alten Eidgenossenschaft 1798 als gemeine Herrschaft verwalteten. Beide Stände stellten abwechslungsweise für fünf Jahre den Vogt, der im Schloss von Murten residierte. Die gemeine Herrschaft Murten umfasste den nördlichsten Teil des heutigen Kantons Freiburg mit den Zentren Murten, Kerzers und Vully. Die südliche Grenze verlief auf einer Linie von Courgevaux über Salvenach nach Ulmiz; diese Dörfer gehörten noch zur gemeinen Herrschaft wie auch die Exklave Wallenbuch.
1528 beschloss der Rat von Bern die Durchführung der Reformation im gesamten Machtbereich Berns und setzte diese auch in der gemeinen Herrschaft Murten durch. Dieses Vorgehen führte wiederum zu Auseinandersetzungen mit dem katholischen Freiburg, welches zur Lösung des Problems eine Befragung der Bevölkerung verlangte. Bern musste auf dieses Verlangen eingehen, verzögerte aber die sofortige Abstimmung in Murten und setzte unter anderen den französischen Reformator Guillaume Farel als Reformprediger ein. In der 1530 erfolgten Abstimmung erlangten die Befürworter der Reformation eine kleine Mehrheit. Schliesslich übernahm Bern die Funktion der kirchlichen und schulischen Angelegenheiten, während Freiburg für die militärischen Angelegenheiten zuständig war. Bern gewann damit in friedlichen Zeiten mehr Einfluss auf das bürgerliche Leben, was allmählich zu einem Vordringen der deutschen Sprache in dem damals noch überwiegend französischsprachigen Städtchen führte.
Die vor den Toren von Murten gelegenen Orte Muntelier und Meyriez erhielten 1533 respektive 1536 das Gemeinderecht. Allerdings wurde je nur gerade ein Gebiet ausgeschieden, so weit die Häuser des Dorfes reichten, weshalb beide Gemeinden heute nur einen sehr kleinen Gemeindebann aufweisen. Nach dem Zusammenbruch des Ancien Régime infolge des Franzoseneinfalls 1798 überliess die Berner Besatzung Murten den einmarschierten Franzosen.

### Seit 1800
Mit der Mediationsakte wurde die Stadt 1803 definitiv dem Kanton Freiburg zugeteilt. Murten wurde von Freiburg zum Hauptort des neu gebildeten Distrikts Murten bestimmt. Dieser wurde 1848 mit der neuen Kantonsverfassung aufgelöst und mit einer Reihe Gemeinden aus dem ehemaligen Deutschen Bezirk Freiburg im neu geschaffenen Seebezirk zusammengefasst, als dessen Hauptort weiterhin die Stadt Murten fungierte. Das 19. Jahrhundert war von einem immer wieder aufbrechenden Gegensatz zwischen der reformierten Bevölkerung von Stadt und Bezirk, die liberal bis radikal gestimmt war, und der konservativ-katholischen Mehrheit im Kanton Freiburg geprägt. 
1848 entstand eine Sektion des Arbeitervereins Grütli. 1868 traten die Zigarrenarbeiter der Internationalen Arbeiterassoziation bei. Ein Ereignis unter gemischte Meldungen war am 29. Juni 1866 der Ausbruch des «Elefant von Murten» aus dem Wanderzirkus Bell & Myers. Er tötete seinen Wärter. Nach einer Verfolgungsjagd wurde das Tier in einer Gasse gestellt und mit einer Kanone erschossen.

Luftbild aus 300 m von Walter Mittelholzer (1919)

Die Fortifikation Murten war neben denjenigen am Hauenstein und in Bellinzona die wichtigste Verteidigungslinie der Schweizer Armee im Ersten Weltkrieg. Während des Zweiten Weltkrieges wurde der «Schlüsselraum Murten» als vorgeschobene Stellung des Réduit mit zusätzlichen Verstärkungen aufgerüstet.
Zwei kleinere Gebietsveränderungen erfolgten Ende des 20. Jahrhunderts, als zunächst das vorher selbständige Burg am 1. Januar 1975 sowie am 1. Januar 1991 die Gemeinde Altavilla nach Murten eingemeindet wurden. In den 2010er-Jahren kam es zu zwei weiteren Veränderungen: Am 1. Januar 2013 fusionierte Büchslen mit der Stadt Murten, und am 1. Januar 2016 stiessen Courlevon, Jeuss, Lurtigen und Salvenach zur Gemeinde Murten. Anfang 2022 wurden Clavaleyres, Galmiz und Gempenach eingemeindet.

## Sehenswürdigkeiten

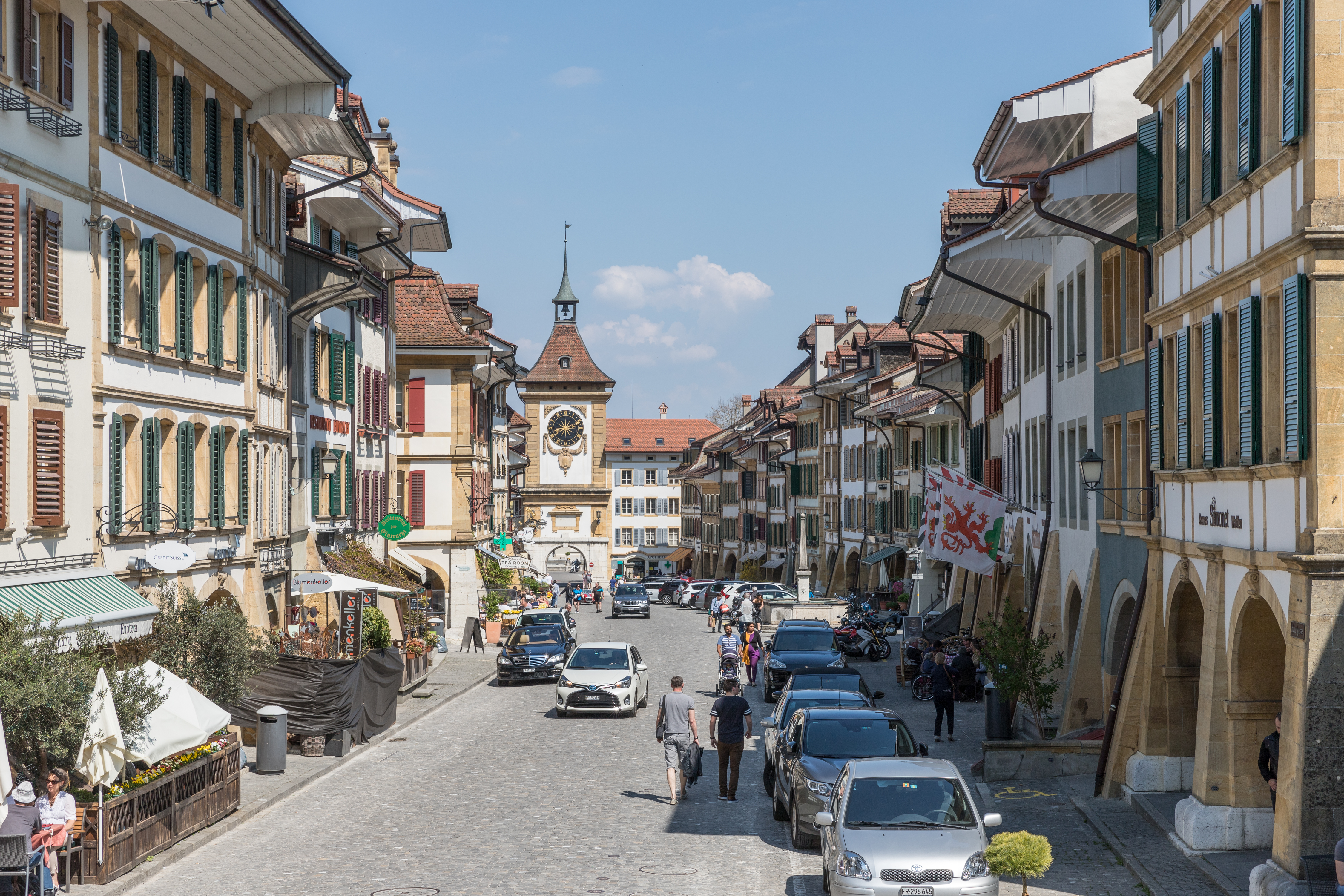
Hauptgasse mit Bernturm

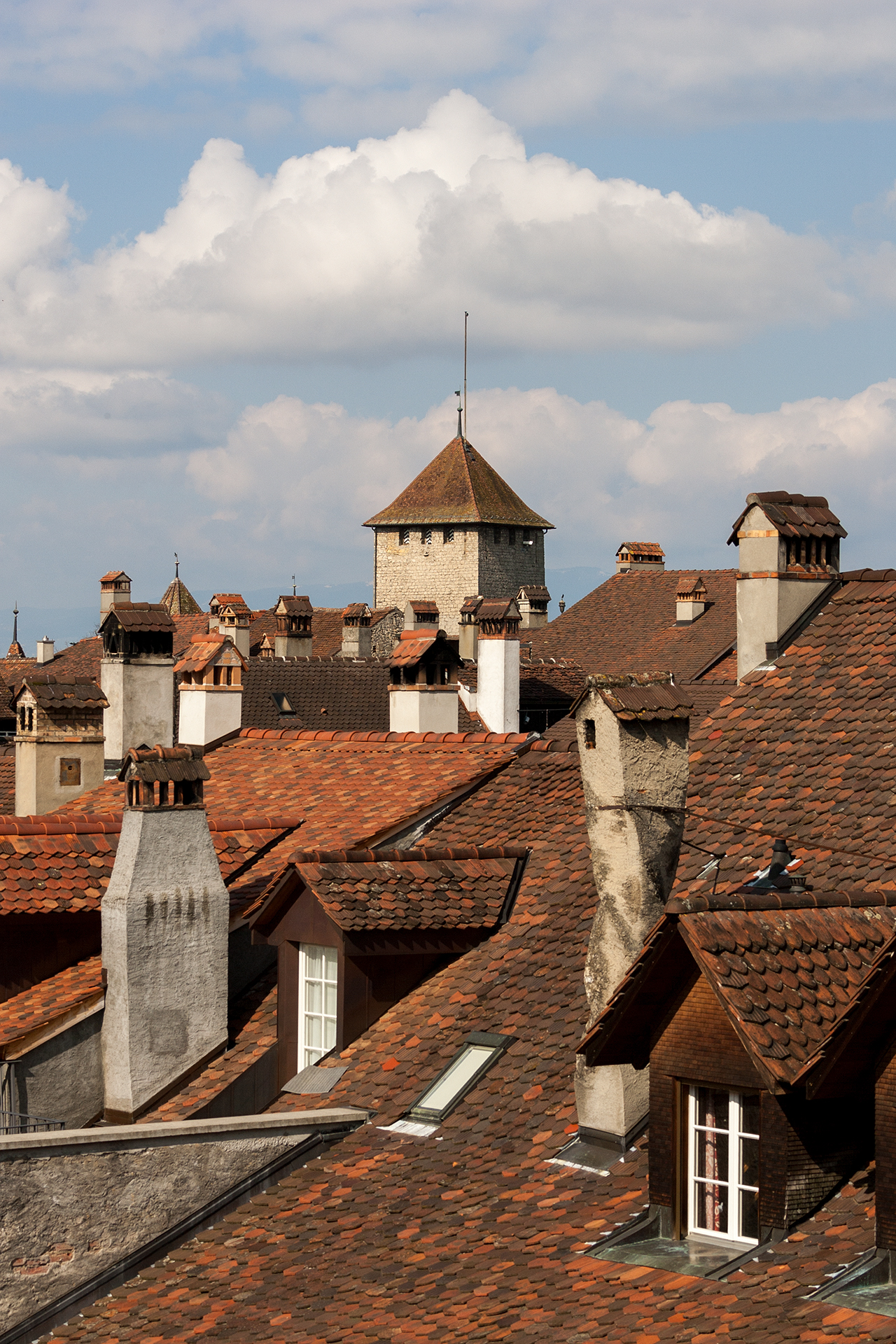
Dächer der historischen Altstadt

Murten besitzt eine malerische mittelalterliche Altstadt mit einem Ortsbild von nationaler Bedeutung. Sie hat die typische rechteckige Grundrissform der Zähringerstädte bewahrt und bedeckt eine Fläche von rund 300 m × 200 m. Das historische Städtchen ist durch drei Längsachsen und eine Quergasse untergliedert. Besonders die Hauptgasse zeichnet sich durch die charakteristischen Laubengänge aus. Die Bausubstanz der Häuser in der Altstadt stammt zum grössten Teil aus der Barockzeit des 17. und 18. Jahrhunderts.

### Ringmauer

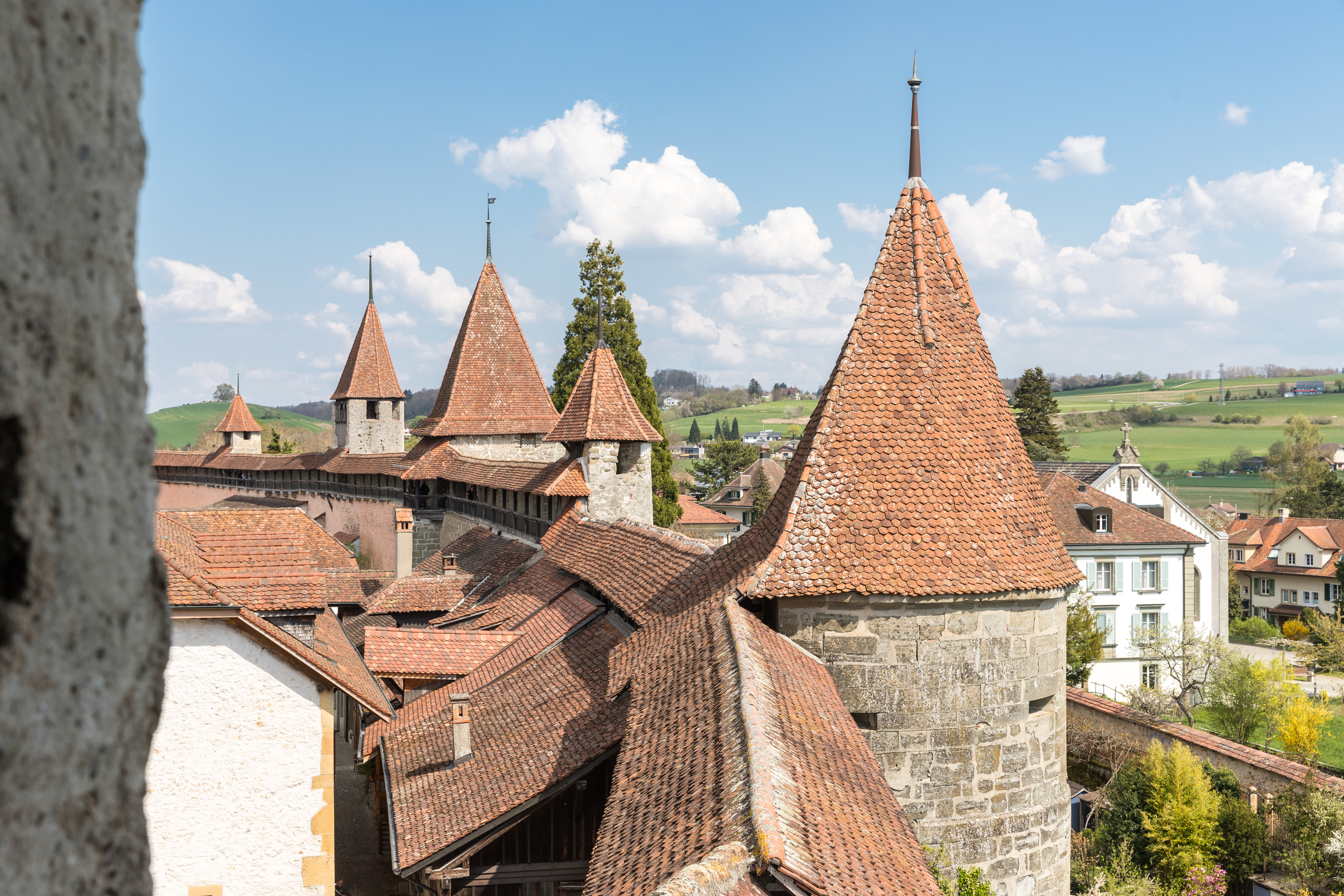
Türme und Stadtmauer von Murten

Die Ringmauer von Murten gehört zu den am besten erhaltenen Befestigungsbauwerken der Schweiz. Sie wurde 1238 erstellt und später in mehreren Etappen ausgebaut, erhöht und verstärkt. Im 20. Jahrhundert wurde eine umfassende Restauration vorgenommen. Die ehemals vorhandenen Gräben wurden im Lauf des 16. Jahrhunderts zugeschüttet. Die fast vollständig erhaltene Ringmauer mit einer durchschnittlichen Höhe von 8,5 m besitzt einen Wehrgang aus dem 15. Jahrhundert, der im südlichen Abschnitt auf weite Strecken begehbar ist, sowie zwölf Türme in verschiedener Gestalt und Grösse. Die Stadt hatte zwei Haupteingänge, wovon das Berner Tor (erhielt seine heutige Form 1778) im Nordosten erhalten ist.

### Schloss
Am Südwestrand der Altstadt erhebt sich auf einem Vorsprung das Schloss, das ab Mitte des 13. Jahrhunderts unter Peter II. von Savoyen auf einem unregelmässigen fünfeckigen Grundriss erbaut wurde. Der älteste erhaltene Teil ist der massive viereckige Bergfried aus der Erbauungszeit. Die Aussenmauern des Schlosses sind in die Stadtbefestigung integriert und durch halbrunde Türme verstärkt. Die Wohngebäude wurden mehrfach umgebaut, vor allem während der Umwandlung des Schlosses in den Vogteisitz in der Zeit von 1476 bis 1540 und Ende des 18. Jahrhunderts, so dass heute verschiedene Stilrichtungen von der Spätgotik über die Spätrenaissance bis zum Barock miteinander vereinigt sind. Heute beherbergt das Schloss die Präfektur. Unterhalb des Schlosses befindet sich die alte Stadtmühle von 1578, in der das historische Museum untergebracht ist.

### Kirchen
Die ursprüngliche Pfarrkirche von Murten befand sich ein Stück weit nordöstlich der Altstadt und kam bei der Abtrennung von Muntelier auf dessen Gemeindegebiet zu liegen. Die Kirche wurde 1762 abgerissen. Seit Mitte des 18. Jahrhunderts erfüllt die deutsch-reformierte Kirche die Funktion der Pfarrkirche für die deutschsprachige Bevölkerungsmehrheit. Sie befindet sich an der Ostecke der Altstadt und wurde im Jahr 1399 erstmals als Kapelle Sainte-Marie erwähnt. Aus dieser Zeit stammen noch Teile des Chors, während die übrigen Partien bei Um- und Neubauten in späteren Jahren entstanden. Der Chorturm wurde 1683 in die Ringmauer integriert; das Kirchenschiff erhielt seine heutige Gestalt in der Zeit von 1710 bis 1713. Im Innern sind die reich geschnitzte Kanzel von 1484 und das Chorgestühl von 1494–1498 sowie Gewölbemalereien von 1682 bis 1685 zu sehen. Neben der Kirche steht das deutsch-reformierte Pfarrhaus im Berner Stil aus dem 18. Jahrhundert, in dem Jeremias Gotthelf geboren wurde.
Als reformierte französische Kirche dient die ursprüngliche Kapelle Sainte-Catherine, die von 1478 bis 1480 an der Nordecke der Altstadt erbaut wurde. Das Schiff stammt aus dem 18. Jahrhundert. Daneben befindet sich das 1732 erstellte französische Pfarrhaus.

### Profane Bauten

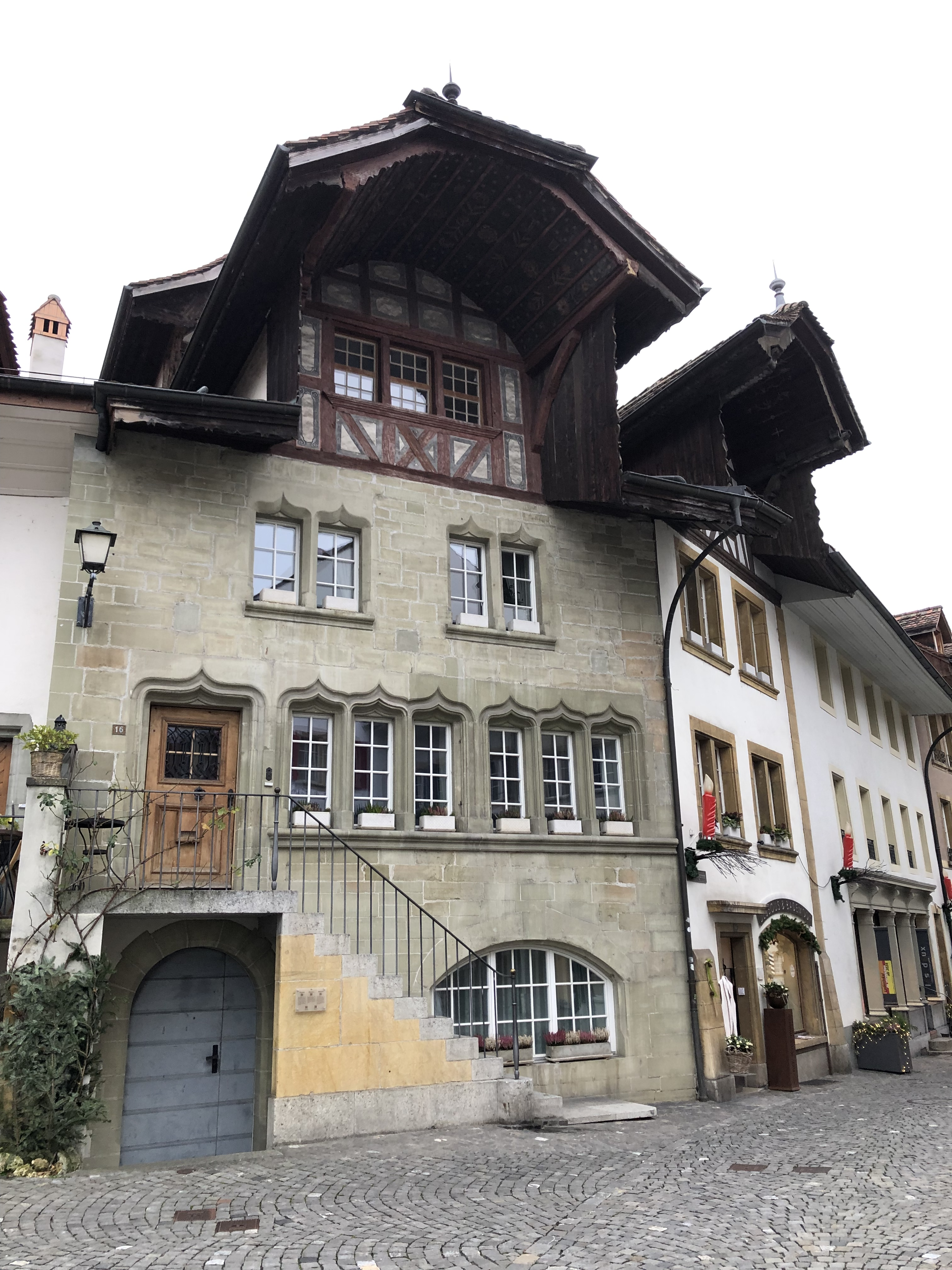
Haus zum Rübenloch, Murten (im Winter)

Das Rathaus entstand 1474 durch Um- und Ausbau zweier ehemaliger Privathäuser. In mehreren Etappen folgten später weitere Umbauten. Die zum See hin zeigenden Arkaden stammen von 1589, die Hauptfassade von 1832. In der Altstadt sind zahlreiche Bürger- und Patrizierhäuser aus dem 16. bis 18. Jahrhundert erhalten. Erwähnenswert sind das heutige Hotel «Murtenhof», dessen spätgotische Bausubstanz auf 1476 zurückgeht, das um 1740 für die Familie Schmid erbaute sogenannte Grosshaus, das bedeutendste Stadtpalais Murtens, und das Haus zum Rübenloch aus dem 16. Jahrhundert, ebenfalls mit einer spätgotischen Fassade und einem Berner Dach von 1672.
In Seeufernähe unterhalb der Altstadt stehen im Stadtteil Ryf verschiedene gotische Handwerkerhäuser. Ebenfalls ausserhalb der Umfassungsmauern befinden sich die katholische Kirche Sankt Mauritius, die 1885–1887 im neugotischen Stil erbaut wurde, und das für die Familie Chaillet erbaute Herrenhaus Haldenhof von 1740. Das Schloss Löwenberg beim gleichnamigen Weiler nordöstlich der Stadt stammt im Wesentlichen aus der Zeit von 1666 bis 1700.

## Traditionen

### Murtner Solennität

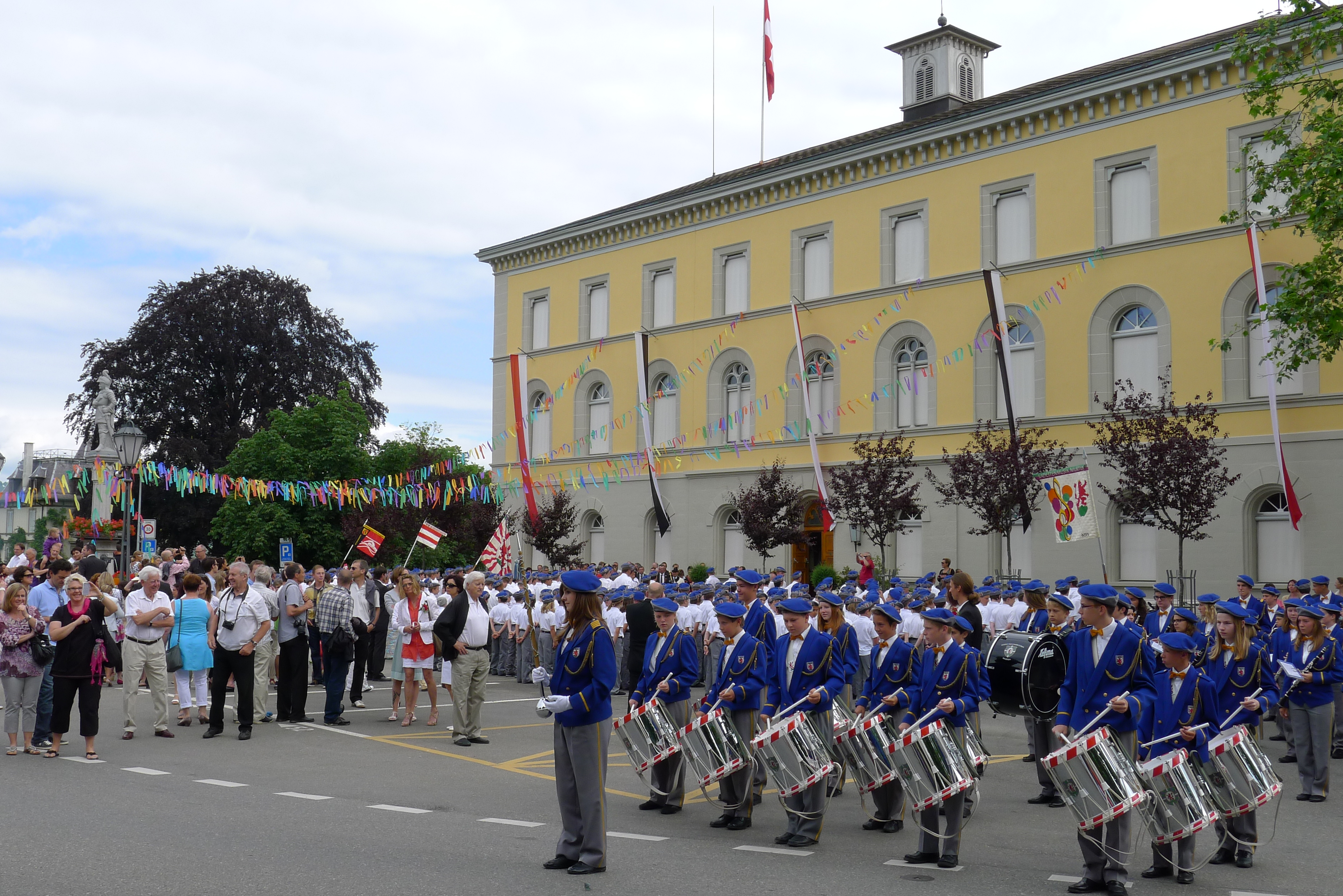
Start vor der Primarschule Berntor

Die Murtner Solennität, ein Jugend- und Schulfest, gedenkt alljährlich am 22. Juni oder am Vortag, wenn der 22. Juni auf einen Sonntag fällt, der Murtenschlacht von 1476. Über den Tag verteilt werden auf dem «Kanonemätteli» 22 Böllerschüsse, jeweils zu den wichtigen Zeitpunkten, abgegeben – der erste zur Tagwache um 5 Uhr früh. Offizielle Feier, Blasmusikkonzert, Umzug von Schülern und Kadetten unter dem Klang von Trommlern und Blechbläsern, Ansprachen, Armbrustwettschiessen, Nationalhymne, Tanz und verschiedene Darbietungen stehen auf dem gegenwärtigen Programm dieses Feiertags, an dem viele ausgewanderte Murtner in ihre alte Heimat zurückkehren. Am morgendlichen Umzug durch das Stedtli nehmen weiss gekleidete oder uniformierte Schüler (Primarklassen und Oberstufe) sowie die Gemeinde- und Kantonsbehörden teil. Am Abend trifft sich die Bevölkerung gerne im «Soli-Pintli» auf dem Pausenplatz der Primarschule, um miteinander anzustossen oder den Hunger zu stillen.

### Wahltrommeln
An den Abstimmungssonntagen marschiert jeweils nach Eröffnung des Wahllokals eine Gruppe von Tambouren – deren Zahl kann von zwei bis acht gehen – durch die Altstadt von Murten und zieht zum Stimmlokal im alten Schulhaus vor der Stadt, um der Bevölkerung die anstehende Bürgerpflicht in Erinnerung zu rufen. Zu diesem Abstimmungs- und Wahlauftritt trifft sich die Gruppe beim Haus «Rübenloch» und zieht von dort trommelnd zum Wahllokal im Schulhaus. Das Wahltrommeln hat heute angesichts des überwiegenden Anteils der brieflichen Stimmabgabe vor allem einen symbolischen Charakter.
Die Tradition lässt sich bis in die Anfänge des Tambourenvereins zurückverfolgen, allerdings nur durch gelegentliche Erwähnungen in den Protokollen oder, ab 1934, in den (teilweise lückenhaften) Kassenbüchern, aus denen hervorgeht, dass die Stadt damals für das Wahltrommeln insgesamt 10 Franken an den Verein entrichtete. Im Jahresbericht 1936 wird das Wahltrommeln ausnahmsweise etwas detaillierter beschrieben: «[…] Am 3. Dezember fanden dann die Staats- u. Grossratswahlen statt, wo wir morgens 11 Uhr und nachmittags 1 Uhr durchs Städtchen denn Schall erklingen liessen und dann um 4 Uhr in der Wirtschaft Ringmauer bei einem Glas Wein und 1er Wurst den Abschluss fanden.»

### Historisches Murtenschiessen
Zum Gedenken an die Schlacht bei Murten wird seit 1930 jeweils am 22. Juni (wenn dieser auf einen Sonntag fällt) oder am auf den 22. Juni folgenden Sonntag das historische Murtenschiessen durchgeführt. Der Anlass findet auf dem «Bodemünzi» (Bois-Domingue) statt, einer Anhöhe bei Murten, wo sich im Juni 1476 das Lager des burgundischen Herzogs Karl des Kühnen und das Zentrum von dessen Belagerungsdispositiv befanden. Die teilnehmenden Gruppen, jeweils aus zehn Schützen bestehend, treffen sich am Morgen beim Schulhaus vor dem Berntor und marschieren als Umzug, angeführt durch die Stadtmusik, durch die geschmückte Stadt und zum 1,5 km entfernten Bodemünzi, von dessen Kuppe aus eine Schusslinie gegen Süden, auf dem Boden der Gemeinde Münchenwiler, angelegt ist.
Nach einem Gottesdienst und einer Ansprache durch einen Ehrengast – nicht selten nimmt seit der Jahrtausendwende der Chef des Departements für Verteidigung, Bevölkerungsschutz und Sport die Einladung an den Anlass an – beginnt der ungefähr zwei Stunden dauernde Schiessbetrieb. Zuvor findet aber eine Instruktion durch den Schützenmeister und eine Kontrolle der Waffen statt. Es wird mit Ordonanzwaffen auf eine Distanz von rund 180 bis 200 m geschossen.

### Fastnacht
Die Fastnacht in der Murtner Altstadt wird in der jetzigen Form ununterbrochen seit 1950 durchgeführt. In ihren Eckpunkten ist die Form seit damals gleich geblieben, es gab aber immer wieder punktuelle Anpassungen.
Die Fastnacht dauert drei Tage und Nächte, jeweils zwischen dem Samstagnachmittag und der Nacht von Montag auf Dienstag. Der Zeitpunkt der Fastnacht ist nicht an das Datum von Ostern gebunden, sondern ist auf eine Kalenderzeit, seit langem das erste Wochenende im März, festgelegt. Dementsprechend liegt die Murtner Fastnacht manchmal ziemlich nahe bei den anderen fasnächtlichen Anlässen im Kanton und in anderen Regionen – wenn Ostern spät ist –, es kann aber auch eine Verschiebung um mehrere Wochen geben. In Murten spricht man nicht von der «Fasnacht», das Wort wird gemäss der Tradition mit einem t in der Mitte geschrieben: Fastnacht.
Den Kernpunkt der Fastnacht bildet der Umzug, jeweils am Sonntagnachmittag, bei dem die teilnehmenden Fastnachtsgruppen mit ihren Sujetwagen sowie die eingeladenen Guggenmusiken nach einer festgelegten Route durch die von Besuchern gesäumten Gassen der Altstadt ziehen. Dem Anlass sind durch die Enge der Gassen Grenzen gesetzt, da bei den grossen Cliquen der Wagenbau und der Betrieb zum gewählten Sujet recht viel Platz beanspruchen können. Bezüglich der Zuschauerzahl bieten die Gassen und Lauben Platz für höchstens etwa 12'000 Schaulustige (eine Zahl, die bei günstigen Witterungsverhältnissen immer wieder erreicht wurde). Weitere Fixpunkte der Fastnacht sind der Kinderumzug am Samstagnachmittag, die Proklamation der Fastnacht am Samstagabend sowie das Verbrennen des «Füdlibürgers» am Montagabend.

## Persönlichkeiten
- Abraham Delosea (1619–1690), evangelischer Geistlicher und Heimatforscher
- Mathäus Funk (1697–1783), Ebenist
- François Louis de Bons (1723–1797), evangelischer Geistlicher und Hochschullehrer in Lausanne
- Georg Joachim Zollikofer (1730–1788), als Pfarrer in Murten tätig (1754)
- Johann Rudolf Sulzer (1749–1828), Politiker, Unternehmer und Schriftsteller
- Johann Daniel Mottet (1754–1822), Maler
- Johannes Aberli (1774–1851), Medailleur, Stein- und Stempelschneider
- Jeremias Gotthelf (1797–1854), Pfarrer und Schriftsteller
- Alexander Schweizer (1808–1888), reformierter Theologe
- Eduard Huber (1818–1893), Arzt und Politiker
- Friedrich Salvisberg (1820–1903), Kantonsbaumeister von Bern
- Karl Vissaula (1823–1875), Politiker
- Friedrich Abraham Stock (1845–1895), Mediziner und Politiker
- Casimir Meister (1869–1941), Musikdirektor in Solothurn, Komponist
- Emil Baudenbacher (1874–1921), evangelischer Geistlicher und Volksschriftsteller
- Fernand Petitpierre (1879–1972), Pädagoge und Autor
- Rudolf Scheurer (* 3. November 1879 in Murten; † 7. November 1949 in Locarno), Landschaftsaquarellist, Zeichner[26]
- Ernst Flückiger (1890–1969), Schuldirektor, Heimatforscher und Ehrenbürger
- Paul Otto Roth (1901–1985), Bildhauer
- Teddy Stauffer (1909–1991), Bandleader und «Swing-König»
- Véronique Müller (* 1948), Liedermacherin
- Alois Lichtsteiner (* 1950), Künstler
- Christoph Wieland (* 1984), Unternehmer, Jurist und Politiker (FDP)
- Sandro Schmid (* 2000), Eishockeyspieler